# William Christopher
William Christopher (* 20. Oktober 1932 in Evanston, Illinois; † 31. Dezember 2016 in Pasadena, Kalifornien) war ein US-amerikanischer Schauspieler. International bekannt wurde er durch die Rolle als Geistlicher Francis John Patrick Mulcahy in der amerikanischen Fernsehserie M*A*S*H.

## Leben

### Kindheit und Jugend
Geboren wurde William Christopher in Evanston. Er verbrachte seine Kindheit in einem Vorort von Chicago, wo er auch die Kriegsjahre verbrachte. Nachdem er die New Trier High School besucht hatte, machte er 1954 seinen Abschluss an der Wesleyan University, wo er Dramaturgie studierte. Er betätigte sich hier nicht nur als Schauspieler, sondern auch in den Bereichen Fechten, Fußball und im Singen. 1957 heiratete er Barbara O’Conner, die er durch ein Blind Date kennengelernt hatte.

### Schauspielerischer Werdegang
Nach seinem Abschluss arbeitete Christopher als Schauspieler von 1966 an in zahlreichen Kino- und TV-Filmen in Nebenrollen mit, zum Beispiel in der Serie Ein Käfig voller Helden.
Ab 1972 spielte Christopher die Rolle des Father Francis John Patrick Mulcahy in der Fernsehserie M*A*S*H, einen naiven und etwas unsicheren, aber hilfsbereiten Geistlichen, der dem gleichnamigen Lazarett im Koreakrieg zugeteilt wurde. Da Mulcahy eigentlich als Nebencharakter geplant war, bekam Christopher erst zu Beginn der 5. Staffel einen festen Vertrag. Diesen konnte er jedoch zunächst nicht wahrnehmen, da er schwer an Hepatitis erkrankt war. Zu diesem Zeitpunkt hatte er sich längst als Hauptcharakter etabliert und war beim Publikum äußerst beliebt. Er blieb einer der Publikumslieblinge bis zum Ende der Serie.
Nach dem Ende der Serie 1983 spielte Christopher in der wenig erfolgreichen Fortsetzung After MASH erneut die Rolle des Father Mulcahy und nahm noch mehrere, meist kleinere Rollen an. Er führte außerdem mit Jamie Farr, dem Darsteller des Klinger in M*A*S*H, bis Mitte der 1990er Jahre das Theaterstück The Odd Couple auf der Bühne auf.

### Nach der Schauspielerei und Wohltätigkeitsarbeit
Christopher zog sich immer weiter aus der Schauspielerei zurück, um sich besser um seinen autistischen Sohn kümmern zu können, der stets betreut werden musste.
William Christopher war stellvertretender Vorsitzender ehrenhalber der Autism Society of America und aktiv in der Devereux Foundation, die behinderten Menschen hilft.
Er hinterließ seine Ehefrau Barbara O’Conner und zwei Söhne.

## Filmografie (Auswahl)
- 1965–1968: Ein Käfig voller Helden (Hogan’s Heroes; Fernsehserie, 4 Folgen)
- 1966: Der Glückspilz (The Fortune Cookie)
- 1968: Wo bitte gibt’s Bier an der Front? (The Private Navy of Sgt. O’Farrell)
- 1968: Der Mann in Mammis Bett (With Six You Get Eggroll)
- 1969/1970: Süß, aber ein bisschen verrückt (That Girl; Fernsehserie, 2 Folgen)
- 1971: Die Leute von der Shiloh Ranch (The Virginian; Fernsehserie, 1 Folge)
- 1971–1972: Sheriff ohne Colt und Tadel (Nichols; Fernsehserie, 4 Folgen)
- 1972–1983: M*A*S*H (Fernsehserie, 213 Folgen)
- 1974: Columbo: Teuflische Intelligenz (Mind over Mayhem, Fernsehreihe)
- 1975: Ins Herz des wilden Westens (Hearts of the West)
- 1980: Geheimcode Chaos (For the Love of It, Fernsehfilm)
- 1981–1984: Love Boat (The Love Boat; Fernsehserie, 3 Folgen)
- 1983–1985: After MASH (Fernsehserie, 30 Folgen)
- 1984–1988: Die Schlümpfe (Smurfs; Zeichentrickserie, Sprechrolle, 10 Folgen)
- 1985: Mord ist ihr Hobby (Murder, She Wrote; Fernsehserie, Folge A Lady in the Lake)
- 1994: Ein himmlischer Irrtum (Heaven Sent)
- 1997: Superman – Die Abenteuer von Lois & Clark (Lois & Clark: The New Adventures of Superman; Fernsehserie, Folge Meet John Doe)
- 1998: Team Knight Rider (Fernsehserie, 1 Folge)
- 1998: Diagnose: Mord (Diagnosis: Murder, Fernsehserie, Folge 5x15)
- 1998: Verrückt nach dir (Mad About You; Fernsehserie, Folge A Pain in the Neck)
- 2012: Zeit der Sehnsucht (Days of Our Lives; Fernsehserie, 11 Folgen)